# 2. československá fotbalová liga 1962/1963
V soubojích 31. ročníku druhé nejvyšší fotbalové soutěže – 2. československé fotbalové ligy 1962/63 – se utkalo 42 mužstev ve třech skupinách po 14 účastnících každý s každým dvoukolovým systémem podzim–jaro. Tento ročník začal v pátek 17. srpna 1962 v Brně utkáním domácího Spartaku Královo Pole s Jiskrou Otrokovice (Spartak vyhrál 3:0) a skončil v neděli 23. června 1963.

## Skupina A
| Poř. | Tým                            | Z  | V  | R | P  | VG | OG | B  |
| ---- | ------------------------------ | -- | -- | - | -- | -- | -- | -- |
| 1.   | TJ Spartak Motorlet Praha      | 26 | 16 | 5 | 5  | 65 | 45 | 37 |
| 2.   | TJ Spartak Kovostroj Děčín     | 26 | 15 | 4 | 7  | 64 | 32 | 34 |
| 3.   | TJ Spartak Radotín (N)         | 26 | 14 | 5 | 7  | 62 | 34 | 33 |
| 4.   | TJ Slovan Teplice              | 26 | 11 | 8 | 7  | 49 | 38 | 30 |
| 5.   | TJ Dynamo České Budějovice     | 26 | 11 | 6 | 9  | 51 | 44 | 28 |
| 6.   | TJ Dynamo Karlovy Vary (N)     | 26 | 12 | 2 | 12 | 52 | 45 | 26 |
| 7.   | TJ Baník Most (N)              | 26 | 10 | 6 | 10 | 43 | 47 | 26 |
| 8.   | TJ Spartak Ústí nad Labem      | 26 | 9  | 7 | 10 | 42 | 42 | 25 |
| 9.   | TJ Spartak Čelákovice          | 26 | 10 | 5 | 11 | 43 | 45 | 25 |
| 10.  | TJ Spartak Mladá Boleslav AZNP | 26 | 10 | 5 | 11 | 44 | 49 | 25 |
| 11.  | TJ Chemička Ústí nad Labem     | 26 | 9  | 6 | 11 | 36 | 46 | 24 |
| 12.  | TJ Slovan Liberec              | 26 | 6  | 7 | 13 | 36 | 53 | 19 |
| 13.  | VTJ Dukla Tachov               | 26 | 4  | 9 | 13 | 26 | 50 | 17 |
| 14.  | TJ Spartak Meopta Košíře       | 26 | 5  | 5 | 10 | 30 | 65 | 15 |

Poznámky:
- Z = Odehrané zápasy; V = Vítězství; R = Remízy; P = Prohry; VG = Vstřelené góly; OG = Obdržené góly; B = Body; (N) = Nováček (postoupivší z nižší soutěže); (S) = Sestoupivší z vyšší soutěže

|  | Postup do I. čs. fotbalové ligy 1963/64         |
|  | Sestup do příslušného krajského přeboru 1963/64 |

## Skupina B
| Poř. | Tým                                         | Z  | V  | R  | P  | VG | OG | B  |
| ---- | ------------------------------------------- | -- | -- | -- | -- | -- | -- | -- |
| 1.   | TJ Spartak ZJŠ Brno „B“                     | 26 | 18 | 3  | 5  | 57 | 25 | 39 |
| 2.   | TJ Železárny Třinec                         | 26 | 13 | 8  | 5  | 39 | 32 | 34 |
| 3.   | TJ VŽKG Ostrava                             | 26 | 13 | 8  | 5  | 51 | 26 | 34 |
| 4.   | TJ Spartak Královopolské strojírny Brno (S) | 26 | 12 | 5  | 9  | 43 | 31 | 29 |
| 5.   | TJ Jiskra Otrokovice                        | 26 | 11 | 7  | 8  | 37 | 37 | 29 |
| 6.   | VTJ Dukla Tábor                             | 26 | 12 | 3  | 11 | 43 | 45 | 27 |
| 7.   | TJ Tepna Náchod (N)                         | 26 | 10 | 5  | 11 | 32 | 37 | 25 |
| 8.   | TJ VCHZ Pardubice                           | 26 | 7  | 10 | 9  | 31 | 36 | 24 |
| 9.   | TJ Spartak Hradišťan Uherské Hradiště       | 26 | 8  | 7  | 11 | 48 | 44 | 23 |
| 10.  | TJ Gottwaldov                               | 26 | 7  | 9  | 10 | 40 | 49 | 23 |
| 11.  | TJ Slavoj Žižkov                            | 26 | 6  | 8  | 12 | 43 | 42 | 22 |
| 12.  | TJ Dynamo Praha „B“ (N)                     | 26 | 7  | 7  | 12 | 24 | 45 | 21 |
| 13.  | VTJ Dukla Olomouc (N)                       | 26 | 6  | 8  | 12 | 32 | 48 | 20 |
| 14.  | TJ Fatra Napajedla (N)                      | 26 | 5  | 4  | 17 | 18 | 57 | 14 |

Poznámky:
1) Do 1. ligy nemohlo postoupit B-mužstvo Spartaku Brno ZJŠ, neboť v ní již hrálo A-mužstvo, které se navíc umístilo na nesestupové pozici v ročníku 1962/63. Jedná se o historicky první případ v Československu, kdy B-tým vybojoval na hřišti postup do nejvyšší soutěže, pro účast A-mužstva však do nejvyšší soutěže postoupit nemohl. Totéž se povedlo už jen B-mužstvu Dukly Praha v druholigovém ročníku 1964/65 (místo něj postoupil Spartak Hradec Králové z 2. místa).
2) O postupu Třineckých železáren do nejvyšší soutěže v ročníku 1963/64 rozhodly při rovnosti bodů lepší vzájemné zápasy s VŽKG Ostrava (1:1 na podzim 1962 ve Vítkovicích, 1:0 na jaře 1963 v Třinci).
3) Start A-mužstva i B-mužstva jednoho klubu v téže soutěži v jednom ročníku není povolen po událostech kolem prvního a záložního týmu košické Jednoty v druholigové sezoně 1957/58. Výjimky jsou od té doby udělovány většinou jen v nižších okresních soutěžích.
- Z = Odehrané zápasy; V = Vítězství; R = Remízy; P = Prohry; VG = Vstřelené góly; OG = Obdržené góly; B = Body; (N) = Nováček (postoupivší z nižší soutěže); (S) = Sestoupivší z vyšší soutěže

|  | Postup do I. čs. fotbalové ligy 1963/64              |
|  | Sestup do Jihomoravského krajského přeboru 1963/64   |
|  | Sestup do Severomoravského krajského přeboru 1963/64 |
|  | Sestup do příslušného krajského přeboru 1963/64      |

## Skupina C
| Poř. | Tým                                          | Z  | V  | R | P  | VG | OG | B  |
| ---- | -------------------------------------------- | -- | -- | - | -- | -- | -- | -- |
| 1.   | TJ VSS Košice                                | 26 | 16 | 4 | 6  | 53 | 21 | 36 |
| 2.   | TJ Dynamo Žilina (S)                         | 26 | 12 | 8 | 6  | 52 | 32 | 32 |
| 3.   | TJ Spartak ZVL Považská Bystrica             | 26 | 13 | 5 | 8  | 46 | 30 | 31 |
| 4.   | TJ Spartak Trnava (S)                        | 26 | 13 | 4 | 9  | 41 | 33 | 30 |
| 5.   | TJ Lokomotíva Košice                         | 26 | 12 | 3 | 11 | 35 | 40 | 27 |
| 6.   | TJ Slavoj Trebišov (N)                       | 26 | 11 | 4 | 11 | 34 | 37 | 26 |
| 7.   | TJ Spartak Martin                            | 26 | 11 | 4 | 11 | 30 | 40 | 26 |
| 8.   | TJ Partizán Bardejov                         | 26 | 10 | 5 | 11 | 41 | 43 | 25 |
| 9.   | TJ Partizán Banská Bystrica                  | 26 | 10 | 5 | 11 | 42 | 49 | 25 |
| 10.  | VTJ Dukla Komárno                            | 26 | 8  | 8 | 10 | 23 | 30 | 24 |
| 11.  | TJ Kablo Topoľčany                           | 26 | 10 | 4 | 12 | 33 | 39 | 24 |
| 12.  | TJ Nové Zámky                                | 26 | 10 | 4 | 12 | 42 | 42 | 24 |
| 13.  | TJ Internacionál Slovnaft Bratislava „B“ (N) | 26 | 10 | 3 | 13 | 48 | 48 | 23 |
| 14.  | TJ Ružomberok (N)                            | 26 | 5  | 1 | 20 | 19 | 75 | 11 |

Poznámky:
- Z = Odehrané zápasy; V = Vítězství; R = Remízy; P = Prohry; VG = Vstřelené góly; OG = Obdržené góly; B = Body; (N) = Nováček (postoupivší z nižší soutěže); (S) = Sestoupivší z vyšší soutěže

|  | Postup do I. čs. fotbalové ligy 1963/64         |
|  | Sestup do příslušného krajského přeboru 1963/64 |